# Lucien Sergi
Lucien Sergi est un footballeur français né le 20 septembre 1971 au Creusot. Il évolue au poste de défenseur et joue la plus grande partie de sa carrière au Club Sportif Louhans-Cuiseaux en deuxième division. Il est également connu sous le nom de Luciano Sergi (sans francisation du prénom).

## Biographie
Lucien Sergi commence le football à l'Entente sportive de Blanzy, ville située à proximité du Creusot dont il est originaire. À la même époque Guillaume Warmuz débute également à Blanzy. En 1985, il rejoint le centre de formation du Club Sportif Louhans-Cuiseaux, faisant partie successivement de toutes les équipes de jeunes, sous la houlette de Robert Boivin (entraîneur de l'équipe réserve) et Christian Larièpe (formateur), avec autant de bons parcours en championnat national des moins de 17 ans et en Coupe Gambardella (en demi-finale de la Gambardella 1989 les 18 ans de Louhans-Cuiseaux cèdent aux tirs au but face au Havre, futur vainqueur de l'épreuve). Au cours de la saison 1990-1991, il intègre l'équipe fanion sous l'impulsion de l'entraîneur René Le Lamer, l'équipe évolue alors en deuxième division. En 1993, l'équipe est reléguée à l'échelon inférieur, mais elle remonte en D2 en 1995, finissant Vice-champion de National 1. Il rejoint en 1997 un autre club de deuxième division, l'ASOA Valence qu'il quitte à sa relégation en National deux ans plus tard pour signer aux Chamois niortais.
Un an plus tard, en 2000, il s'engage au Grenoble Foot 38, mené à l'époque par Alain Michel qui l'avait déjà entraîné à Louhans-Cuiseaux. Sergi trouve rapidement ses repères au sein de la formation dauphinoise qui domine cette année-là le championnat National. Cependant, une double fracture tibia-péroné empêche Sergi de poursuivre l'aventure avec Grenoble, tout fraîchement sacré champion de National, d'autant qu'il n'est pas dans les plans du successeur d'Alain Michel, Marc Westerloppe. Sergi avoue avoir « été longtemps en proie au doute, à l'incertitude », avant de recevoir une proposition du Football Club de Gaillard, équipe qui évolue alors en Championnat de France amateur 2 (cinquième échelon) depuis deux saisons. Il y retrouve son ancien partenaire au CS Louhans-Cuiseaux le réunionnais Franck Chow Yuen. En 2002, le FC Gaillard finit troisième du groupe D de CFA 2 et monte en CFA 2 (puisque c'est la réserve de l'ASOA Valence qui finit deuxième et ne peut accéder à l'échelon supérieur). En CFA, Lucien Sergi est un cadre de l'équipe entraînée par Pascal Dupraz qui, dans un premier temps, se maintient (quatorzième place en 2003, Sergi joue 29 matchs en championnat), puis, après la fusion avec les voisins du FC Ville-la-Grand sous le nom de Football Croix-de-Savoie 74, est sacrée championne de France amateur, ayant terminé troisième du groupe B derrière les réserves de l'Olympique lyonnais et du FC Metz (Sergi joue 32 matchs de CFA et marque un but cette année-là),. À l'issue de deux saisons en National, ternies par des problèmes de gestion (le club frôle le dépôt de bilan, mais est sauvé par une souscription locale, avant l'arrivée du groupe Danone), Sergi arrête sa carrière professionnelle et devient employé au service « achats-transports-logistique » de l'Office des Nations unies à Genève, service dans lequel travaille également Pascal Dupraz (avant que ce dernier ne se consacre exclusivement au football),. Lucien Sergi continue tout de même le football et s'engage en 2006 avec le Club sportif chênois, qui évolue en troisième division helvétique. Il s'engage ensuite en amateur au FC Hermance (en Suisse) puis à l'US Divonne (dans le Pays de Gex), et continue de jouer au football en corporatif en Suisse,.

## Palmarès
- Club Sportif Louhans-Cuiseaux
  - Vice-champion de National 1 en 1995
- Grenoble Foot 38
  - Champion de National en 2001
- Football Croix-de-Savoie 74
  - Championnat de France amateur en 2004